# Arnold von Selenhofen
Arnold von Selenhofen (* 1095/1100; † 24. Juni 1160 in Mainz) war Erzbischof von Mainz von 1153 bis 1160.

## Herkunft
Arnolds Herkunft ist nicht mit letzter Sicherheit geklärt. Seit Jahrzehnten wird in der Forschung diskutiert, ob er aus einem angesehenen Mainzer Dienstmannengeschlecht stammte oder edelfreier Abkunft war. Aller Wahrscheinlichkeit nach stammte er aus einer Ministerialenfamilie aus dem Mainzer Vorort Selenhofen, von dem sich der Name der Familie ableitete. Er besuchte die Mainzer Domschule und studierte in Paris. 1138 ernannte ihn Konrad III. zum Leiter der Hofkapelle. Er wurde Propst des Aachener Marienstiftes, Mainzer Domherr und erzbischöflicher Stadtkämmerer, dann Dompropst in Mainz. Der sich abzeichnende Aufstieg war zum einen auf die sozialen Kontakte zurückzuführen, die Arnold von Selenhofen am Hofe geknüpft hatte, zum anderen auf die starke Einsatzbereitschaft, die er während der Herrschaftstätigkeit Adalberts gezeigt hatte. 1151 ernannte ihn der Stauferkönig Konrad III., durch dessen Gunst er noch mehrere andere Pfründen erwarb, zum Reichskanzler.

## Erzbischof von Mainz
1152 bestieg Friedrich I. Barbarossa den Thron des Reiches. Barbarossa stand in Konflikt mit dem damaligen Erzbischof von Mainz, Heinrich I. Dieser sollte nach dem Tod Konrads III. die Wahl des neuen Königs organisieren, hatte sich aber eindeutig gegen Friedrich I. positioniert, denn er sah im Sohn Konrads den geeigneteren Nachfolger. Entgegen den Vorstellungen Heinrichs wurde jedoch Friedrich I. zum König des Reiches gewählt, der sich dann für die Absetzung Heinrichs einsetzte. Im Juni 1153 wurde die Absetzung durch Papst Eugen III. vollzogen. Zum Nachfolger bestimmte Friedrich Barbarossa – ohne sich um die Wünsche der Mehrheit von Klerus und Ministerialität im Erzstift Mainz zu kümmern – seinen Reichskanzler Arnold von Selenhofen.
Neben seiner Herkunft aus einer Ministerialenfamilie war diese Erhebung von außen wahrscheinlich einer der Gründe für die ständigen Konflikte, die Arnold sowohl mit vielen hochadeligen Vasallen als auch mit der Mainzer Stadtbevölkerung hatte. Ein weiterer Grund wird seine tatkräftige und rücksichtslose Verwaltung des Stifts gewesen sein. Insbesondere das bedeutende Mainzer Ministerialengeschlecht der Meingote, an dessen Spitze sich der Mainzer Vitztum Meingot der Ältere befand, sah sich als direkten Konkurrenten und Widersacher Arnolds.

### Konflikte mit der Stadt Mainz
Bereits im Jahr 1155 kam es zu ersten Unruhen in der Stadt Mainz, die in Anlehnung an den Aufstieg der Ministerialen im 11. und 12. Jahrhundert zu sehen sind. Den Ministerialen wurden immer wichtigere Positionen, unter anderem in Administration und Militär, zuteil, und sie näherten sich hinsichtlich ihrer sozialen Stellung zunehmend dem Adel an. Dieser duldete den Aufstieg jedoch nicht und sah sich in seiner privilegierten Stellung bedroht. Ebenso herrschte eine zunehmende Unzufriedenheit innerhalb des Bürgertums, das mehr Freiheit und Mitbestimmung forderte. Insofern konnten sich städtische Bevölkerung und Adel auch mit dem Aufstieg Arnolds nicht abfinden. Unruhen kamen auch auf, da der neue Erzbischof vielen Ministerialen zum Aufstieg verhalf. So ersetzte er den Schultheis Hartwich und den Vitztum Meingot den Älteren durch die Ministerialen Helferich und Hermann. Diese Unruhen wurden jedoch bald durch den inzwischen zum Kaiser gekrönten Friedrich Barbarossa per Richterspruch beendet. In der Folge versuchte Arnold, Meingot und dessen Anhänger durch Beteiligung an seiner Herrschaft an sich zu binden.
Im Allgemeinen soll auch Arnolds rigorose Herrschaftsweise für Unruhen innerhalb der Stadt Mainz gesorgt haben. Ein Beispiel dafür findet sich im Jahr 1154. Arnold habe in seiner Provinz alle der Kirche Angehörigen zusammengerufen, um verdächtige Geistliche durch kanonische Verordnungen und Gesetze aus der Gemeinschaft der Kleriker auszuschließen und nur diejenigen zu unterstützen, die sich im Dienst für die Kirche einsetzen.
Zu einem weiteren Zwischenfall kam es 1156 im Mainzer Kloster St. Martin. Kanoniker hatten sich, in Einverständnis mit Papst Hadrian IV., gegen Arnold aufgelehnt. Sie behaupteten, Arnold habe Laien mit wertvollem Gut ausgestattet und dabei die Kirche ihres Besitzes beraubt. Laut der Vita Arnoldi lag diese Tat darin begründet, dass der Erzbischof finanzielle Mittel gesucht habe, um sich in politischen oder kirchlichen Konflikten besser durchsetzen zu können. Weitere Belege für dieses Vorgehen lassen sich nicht finden, es gilt jedoch als eindeutig, dass Arnold trotz seines Aufstiegs finanziell nicht begünstigt war.

### Italienfeldzüge
Die von Friedrich I. Barbarossa unternommenen Italienzüge stellten ein weiteres Konfliktpotential für Arnold und die Stadt Mainz dar. Arnold hatte als Erzbischof und Kanzler dem König ein gut ausgerüstetes Aufgebot zu stellen – eine Aufgabe, die für ihn kaum zu bewältigen war, jedenfalls enorme Schwierigkeiten mit sich brachte. Friedrich I. Barbarossa brach ohne ihn zu seinem ersten Italienfeldzug auf, in dem es für ihn galt, seine Herrschaft über Italien zu sichern und sich zum Kaiser krönen zu lassen. Stattdessen verwickelten sich Arnold und Pfalzgraf Hermann von Stahleck, während Friedrich I. in Italien engagiert war, in eine heftige Fehde und verwüsteten gegenseitig ihre Besitzungen. Der Kaiser zitierte sie nach seiner Rückkehr aus Italien zu Weihnachten 1155 nach Worms, wo sie eine Reichsversammlung wegen Landfriedensbruchs zu der entehrenden Strafe des Hundetragens verurteilte. Die Strafe wurde gegenüber Erzbischof Arnold allerdings – wohl aus politischer Rücksichtnahme – nicht vollstreckt.
Friedrich I. verpflichtete Arnold zu der Teilnahme an seinem zweiten Italienzug mit einem eigens gestellten Aufgebot. Arnold sah sich abermals aufgrund seiner materiellen Schwierigkeiten nicht in der Lage, die Forderungen Barbarossas zu erfüllen. In der Folge beschloss er, von den Mainzern eine Heeressteuer einzutreiben. Der Ministeriale Rufus jedoch kannte Mainzer Rechte und Gesetze und wusste, dass er und seine Mitbürger nicht dazu verpflichtet waren, derartige Zahlungen an den Erzbischof zu tätigen. Um das Aufgebot dennoch stellen zu können, musste Arnold daher andere Maßnahmen ergreifen und er brachte den Gegenstand der Auseinandersetzung vor das Hofgericht. In einem daraus resultierenden Grundsatzurteil wurde festgehalten, jeder, der sich der Heeressteuer widersetze, werde mit Bußzahlungen belegt. Als die Mainzer dem keine Folge leisteten, kam es zu weiteren ausgiebigen Konflikten zwischen dem Erzbischof und seinen Gefolgsleuten. Letztlich musste Arnold ohne die erhofften Einnahmen nach Italien aufbrechen, fest entschlossen, die Steuer nach seiner Rückkehr nach Mainz doch noch durchzusetzen.
Aber während seiner Abwesenheit übernahmen Arnolds Gegner in Mainz die Herrschaft. An die Spitze der Aufrührer setzten sich erneut Verwandte des inzwischen verstorbenen Meingot, die von Arnold zu Statthaltern von Mainz während seiner Abwesenheit eingesetzt waren. Noch im selben Jahr kehrte Arnold nach Mainz zurück und nahm die Stadt gewaltsam ein. Am 5. Oktober 1159 weihte er den Domkanoniker des Erzbistums Straßburg, Heinrich II. von Stühlingen, zum Bischof von Würzburg.

### Ermordung
1159 verließ er – im Glauben wieder Herr der Lage zu sein – erneut die Stadt und sofort formierten sich die Aufrührer erneut und zerstörten die erzbischöfliche Pfalz. Beide Seiten, Empörer und Erzbischof, suchten Unterstützung bei Kaiser Friedrich. Dieser entschied im Dezember 1159 zugunsten Arnolds und überantwortete die Aufrührer der Gnade des Erzbischofs. Die Mainzer erklärten sich zur Unterwerfung und Sühne bereit; das Sühnemaß wurde im Februar 1160 in Pavia festgesetzt.
Als Arnold nun aber erneut auf den Widerstand der Mainzer stieß, bereitete er von Thüringen und Hessen aus einen bewaffneten Schlag gegen die Stadt vor. Erneute Unterwerfungserklärungen der Mainzer brachten ihn dann wieder von diesem Vorhaben ab und er begab sich in das Kloster St. Jakob auf dem Jakobsberg vor der Stadt (heutige Zitadelle).
Am Johannistag, dem 24. Juni 1160, stürmte eine aufgebrachte Menge das Kloster, dessen Abt mit den Aufständischen sympathisierte, und ermordete Erzbischof Arnold und seinen Bruder. Die Klosterkirche wurde samt Erzbischof angezündet. So fand der dauerhafte Konflikt zwischen Erzbischof einerseits und Vasallen und Stadtbevölkerung andererseits ein gewaltsames Ende. Die Überreste Arnolds wurden nach einigen Tagen heimlich von Stiftsherren geborgen und in St. Maria ad gradus in Mainz bestattet.
Die Folgen für die Stadt Mainz waren fatal: Da Bischofsmord als besonders schweres Sakrileg galt, hielt der Kaiser ein Strafgericht über die Täter: Die Rädelsführer, unter ihnen der Abt von St. Jakob, wurden verbannt. Einige der Mönche sprangen aus Angst vor den Verhören aus dem Fenster des Jakobsklosters, die Mainzer wurden exkommuniziert. Die Stadt wurde ihrer unter Adalbert I. erworbenen Rechte und Freiheiten entkleidet und die Stadtmauer wurde geschleift. Allerdings erlangte Mainz Barbarossas Gunst zurück, als es den Mainzer Hoftag von 1184 und den Hoftag Jesu Christi 1186 erfolgreich ausrichtete.